# 스푸키즈
《스푸키즈》(spookiz)는 대한민국의 키링스튜디오가 제작한 창작 애니메이션이다. "스푸키즈(spookiz)"의 어원은 "으스스한"을 뜻하는 "스푸키(spooky)"와 "아이들"을 뜻하는 "키즈(kids)"의 합성어로, "으스스한 아이들"을 의미한다. 한밤중 아무도 없는 초등학교에서 각자 독득한 특성을 가진 몬스터 친구들이 모여 그들의 학교생활을 보여주는 호러 슬랩스틱 코미디물이다. 논버벌(non-verbal) 슬랩스틱 애니메이션은 별다른 대사가 없기 때문에 누구나 웃고 즐길 수 있을 뿐더러 소리가 지원이 안되는 미디어 기기에서도 소비 할 수 있다. 또한 언어의 장벽이 없기 때문에 해외 시장으로 진출되고 있다. 

## 개요
처음 롯데 캐시비의 광고 캐릭터로 쓰이면서 사람들에게 알려지고 2014년 6월부터 경기도의 시내버스의 G BUS TV에서 시즌1의 몇몇 에피소드를 시간당 2회 노출하여 상당한 홍보효과를 얻었다. 이어서 유튜브에 2014년 8월 12일 스푸키즈 티저가 올라오고 본격적으로 2014년 9월 17일부터 매주 수요일 정오마다 스푸키즈 채널에 업로드되었다. 2014년 10월 20일부터 네이버 TV 캐스트에도 업로드되기 시작하였다. KTX와 공항철도 스크린에도 스푸키즈가 방영되면서 점점 확장해 나갔다. 시청 타겟을 7세 남자아이로 설정하였지만 애니메이션이 아이들의 전유물이라는 고정관념에서 벗어나고자 어른이 봐도 재미있는 작품을 목표로 한다.
최근에는 캐릭터들이 등장하여 공포스러운 분위기의 VR 영상까지 만드면서 영역을 확장하고있다.

## 방영

### 시즌1
2014년 9월 17일부터 2015년 4월 22일까지 총 26화 업로드
| 회차 | 제목                    | 업로드 일  |
| ---- | ----------------------- | ---------- |
| 1    | 오프닝                  | 2014-09-17 |
| 2    | 지지의 이빨뽑기!        | 2014-09-24 |
| 3    | 퐁당퐁당!               | 2014-09-31 |
| 4    | 두근두근                | 2014-10-08 |
| 5    | 위험한 댄스             | 2014-10-15 |
| 6    | 아찔한 동거!            | 2014-11-05 |
| 7    | 무궁화 꽃이 피었습니다! | 2014-11-12 |
| 8    | 새치기 나빠요!          | 2014-11-19 |
| 9    | 자습시간                | 2014-11-26 |
| 10   | 시험시간                | 2014-12-03 |
| 11   | 미술시간                | 2014-12-10 |
| 12   | 지지 베이커리           | 2014-12-17 |
| 13   | 병원놀이                | 2014-12-24 |
| 14   | 운수 좋은날             | 2015-01-07 |
| 15   | 캐비의 생일             | 2015-01-14 |
| 16   | 친절한 콩콩이           | 2015-01-21 |
| 17   | 체육시간                | 2015-01-28 |
| 18   | 난타(feat.사물함)       | 2015-02-04 |
| 19   | 먹보 프랑키             | 2015-02-11 |
| 20   | 분노의 콩콩             | 2015-02-25 |
| 21   | 괜찮아, 자연스러웠어    | 2015-03-04 |
| 22   | 젤리러시!               | 2015-03-18 |
| 23   | 큐라의 진심             | 2015-03-25 |
| 24   | 어깨의 제왕             | 2015-04-01 |
| 25   | 사랑의 카운셀러         | 2015-04-08 |
| 26   | 프랑키 제트             | 2015-04-22 |

### 시즌 2
2016년 2월 10일 부터 2016년 8월 17일까지 총 23부작이 업로드 되었다.
시즌 2는 SBS에서 2017년 4월 8일부터 5월 13일까지 토요일 오전 7시 25분에 6주간 방영 됐었다.

### 스페셜 영상
| 1 | 스푸키즈 할로윈 스페셜!       |
| 2 | 스푸키즈 락밴드!              |
| 3 | 스푸키즈와 함께 크리스마스를! |
| 4 | 스푸키즈 360 VR 특별판        |

## 등장인물

### 주요 등장인물
- 프랑키: 본능에 충실한 먹보 프랑켄슈타인으로 둔하고 지능이 낮지만 착한 심성을 갖고 있어 친구들에게 인기가 좋다. 먹는 것을 가장 좋아하기 때문에 먹을 것을 뺏는 사람에겐 헐크처럼 변하여 엄청난 스피드와 파워로 응징한다. 이성보단 본능이 앞서기 때문에 위기를 자초하지만 정수리에 자라있는 네잎클로버 덕분인지 행운으로 위기를 넘기곤 한다. 학교석상에서산다

- 지지: 수줍음을 많이 타고 성격이 우유부단 하지만 해맑은 좀비로 분리수거장에 사는데다 잘 씻지않아 냄새가 난다. 집중력이 좋아 공부를 잘하고 무언가에 관심이 생기면 끝까지 포기하지 않는다. 큐라를 짝사랑하고있다.

- 큐라: 고상한 척하고 깔끔떠는 개구쟁이 드라큘라로 잘난체하며 격식없는 몬스터 친구들을 무시하지만 사실 진심으로 무시하는 것이 아닌 친해지고 싶은 마음에 더 짖궂게 군다. 더러움에 대한 트라우마가 있어 지지와 거리를 두려고 한다.사물함에서 산다.

- 콩콩: 사소한거에 즐거워하고 행복해하는 귀염둥이 강시이다. 작은 키와 대머리에 대한 컴플렉스가 있으며 항상 큰모자를 쓰고다닌다. 모자에는 부적이 있는데 부적에 무언가를 그려 넣으면 그려진 그림에 따라 능력과 성격이 변한다. 무술을 좋아하며 사물함 옆 박스에 산다.

- 캐비: 에너지가 넘치는 명랑쾌활한 분위기메이커 도깨비이다. 순수하고 솔직하여 즉흥적으로 행동하기 때문에 항상 학교 주변을 뛰어다니고 갑자기 방귀를 뀌는 등의 행동을 보인다. 큐라와 정반대의 성격인데다가 라이벌 의식이 있어 자주 충돌하지만, 의외로 죽이 잘 맞는다.나무 안에서 산다.

#### 삼각관계
스푸키즈 속 큐라, 지지, 캐비의 삼각관계를 재밌게 보는 사람들이 많다. 제작자들도 굉장히 이 셋의 삼각관계를 밀고있다.

### 그 외 등장인물
- 선생님: 스푸키즈 학교의 선생님을 맡고있는 리퍼 선생님으로 아이들을 가르친다. 몸이 모두 해골로 이루어져 충격을 받으면 부서진다.과학실에서 산다.

## 논란
아동용 만화임에도 불구하고 캐릭터의 목이 달아나거나 산산이 조각나는 모습을 종종 방영하여 익살스러운 표현이 가미된 영상이지만 폭력적인 내용이 나와 유쾌하게만 볼 수 없다는 의견도 있었다.